# Arcillana
Arcillana es un despoblado que actualmente forma parte del concejo de Villabezana, que está situado en el municipio de Ribera Alta, en la provincia de Álava, País Vasco (España).

## Historia
Documentado desde 1025 (Reja de San Millán), formó parte de la Merindad de Ossingani y posteriormente de la Hermandad de La Ribera. Se desconoce cuándo se despobló.